# Галлай, Марк Лазаревич
Марк Ла́заревич Галлай (3 [16] апреля 1914, Санкт-Петербург — 14 июля 1998, Москва) — советский лётчик-испытатель, участник Великой Отечественной войны, писатель, Герой Советского Союза (1957).

## Биография

### Ранние годы
Родился в еврейской семье родом из Волковыска. Его отец, Лазарь Моисеевич Галлай (1886—1955), был инженером-энергетиком; мать, Зинаида Александровна Галлай (в девичестве Левинсон, 1894—1986) — актрисой разговорного жанра в Ленгорэстраде. Дядя — кинорежиссёр Оскар Михайлович Галлай.
Работал токарем, учился в Ленинградском институте инженеров Гражданского воздушного флота. Окончил Ленинградский политехнический институт (1937) и Школу пилотов ленинградского аэроклуба. С 1935 года летал на планёрах и прыгал с парашютом в Ленинградском аэроклубе.
С 1937 года работал инженером в ЦАГИ, без отрыва от работы окончил лётную школу и в сентябре 1937 года стал лётчиком-испытателем ЦАГИ.

### Военный период
После начала Великой Отечественной войны в июле 1941 года стал лётчиком-истребителем 2-й отдельной истребительной авиаэскадрильи ПВО Москвы, сформированной из летчиков-испытателей с использованием испытываемых самолётов. До сентября 1941 года участвовал в защите Москвы от налётов фашистской авиации. Совершил 9 боевых вылетов. Во время первого ночного налёта на Москву 22 июля 1941 года сбил «Дорнье-215». За этот боевой эпизод был награждён орденом Красного Знамени. В январе—марте 1942 года был заместителем командира эскадрильи 128-го бомбардировочного авиаполка, совершил 28 боевых вылетов (Калининский фронт). С мая 1943 года был лётчиком 890-го полка авиации дальнего действия. В июне 1943 года в составе экипажа ТБ-7, летевшего через линию фронта, был сбит над оккупированной территорией в районе Брянска и выпрыгнул с парашютом. Галлаю удалось найти партизан Рогнединской партизанской бригады (Брянская область), и через 12 дней он на самолёте был вывезен за линию фронта, после чего вернулся на лётно-испытательную работу.

### Работа в авиационной промышленности
С апреля 1941 года по июль 1950 года трудился на лётно-испытательной работе в Лётно-исследовательском институте (ЛИИ). Провёл испытания СБ на флаттер (1941), испытания по доводке маслосистемы бомбардировщика Ер-2 (1941). Провёл испытания третьего опытного образца реактивного истребителя МиГ-9 («Ф-3», первый полет — 9 августа 1946 года). Провёл испытания пороховых стартовых ускорителей на бомбардировщике Пе-2 (1943); испытания по доводке мотора АШ-82 на истребителе Ла-5 (1943); испытания Як-7 с опытным ламинарным крылом (1944); испытания по подбору и доводке винтов на высотном истребителе Пе-2ВИ (1944); испытания трофейного реактивного истребителя Ме-163 в планерном варианте (1946); дальнего бомбардировщика Ту-4 (1947—1949). Участвовал в испытаниях самолётов И-215 (1948), Як-20 (1950).
В июле 1950 года был уволен из ЛИИ (это увольнение Галлай связывал с начавшейся кампанией по «борьбе с космополитизмом») и около месяца был не у дел. С помощью Валентины Гризодубовой нашёл, до спада кампании, работу лётчика в НИИ-17, где проводились эксперименты с разрабатываемой в НИИ бортовой электроникой. Участвовал в испытаниях бортовых радиолокаторов истребителей-перехватчиков И-320 и Ла-200. В январе 1955 — июне 1958 — лётчик-испытатель ОКБ В. Мясищева. Звание Героя Советского Союза присвоено в 1957 году за мужество и героизм, проявленные при испытаниях новой авиационной техники.
В 1958 г. уволен из Вооружённых сил СССР в запас в звании полковника. За время лётной работы освоил 124 типа самолётов, вертолётов и планеров.
В 1958—1975 годах вернулся в ЛИИ на должность старшего научного сотрудника. В 1960—1961 годах — инструктор-методист по пилотированию космического корабля в первом отряде космонавтов, работал с первой группой — «гагаринской шестёркой» — в одном из филиалов ЛИИ, в лаборатории № 47, где находился тренажер космического корабля «Восток-3А».
С 1959 года был заместителем председателя методического совета Министерства авиационной промышленности СССР по лётным испытаниям. Опубликовал около 30 научных работ, преподавал в Московском авиационном институте, Академии гражданской авиации.

### Смерть
Марк Лазаревич Галлай умер 14 июля 1998 года. Он похоронен на Троекуровском кладбище в Москве (уч. № 4).

## Награды и звания
- Награждён одиннадцатью орденами: тремя орденами Ленина, четырьмя орденами Красного Знамени, двумя орденами Отечественной войны I степени , орденом Красной Звезды, орденом «Знак Почёта», 15 медалями
- Заслуженный лётчик-испытатель СССР (1959)
- Доктор технических наук (1972), профессор (1994), академик Академии транспорта Российской Федерации[3]

## Произведения и научные труды
Первую книгу «Через невидимые барьеры» опубликовал в 1960 году.
В 1965 г. Галлай стал членом Союза писателей СССР. С 1975 года полностью сконцентрировался на литературном труде.
В числе его наиболее известных произведений:
- Через невидимые барьеры: Из записок лётчика-испытателя. — М.: Молодая гвардия, 1960. (книга переиздавалась в 1962, 1965, 1969, 1990 гг.)
- Испытано в небе. — М.: Молодая гвардия, 1963. (книга переиздавалась в дополненных вариантах в 1965, 1969, 1990, 2010 гг.)
- [militera.lib.ru/prose/russian/gallay_ml3/ Встречи на аэродромах]: Документальная повесть. Очерки. Статьи. — М., 1963
- [militera.lib.ru/prose/russian/gallay_ml2/ Авиаторы об авиации] — М.: «Советский писатель», 1973
- Валерий Чкалов. (Легендарные герои). — М.: Малыш, 1981; Новосибирск: Зап.-Сиб. кн. изд-во, 1984.
- Летчик Валентина Гризодубова. — М: Малыш, 1984 (Легендарные герои)
- [militera.lib.ru/memo/russian/gallay_ml/ Первый бой мы выиграли]. — М.: Сов. писатель, 1973, 1979; М.: Воениздат, 1990 (ISBN 5-203-00914-7).
- Жизнь Арцеулова. — М.: Политиздат, 1985; М.: Воениздат, 1990.
- С человеком на борту. — М.: Сов. писатель, 1985; М.: Воениздат, 1990.
- [militera.lib.ru/memo/russian/sb_kuznitsa_pobedy/13.html Огонь на себя]
- Небо, которое объединяет. — М.: Блиц, 1997.
- Я думал: это давно забыто. — М.: Машиностроение, 2000. — ISBN 5-217-02990-0.

По мотивам произведений Галлая снят художественный фильм «Три процента риска» (1984). Галлай стал персонажем документального очерка А. Аграновского «Открытые глаза», посвященного созданию МиГ-9, одного из первых советских реактивных истребителей, и одним из прототипов персонажа поставленного по мотивам этого очерка фильма Т. Лиозновой «Им покоряется небо» (1963).

## Память

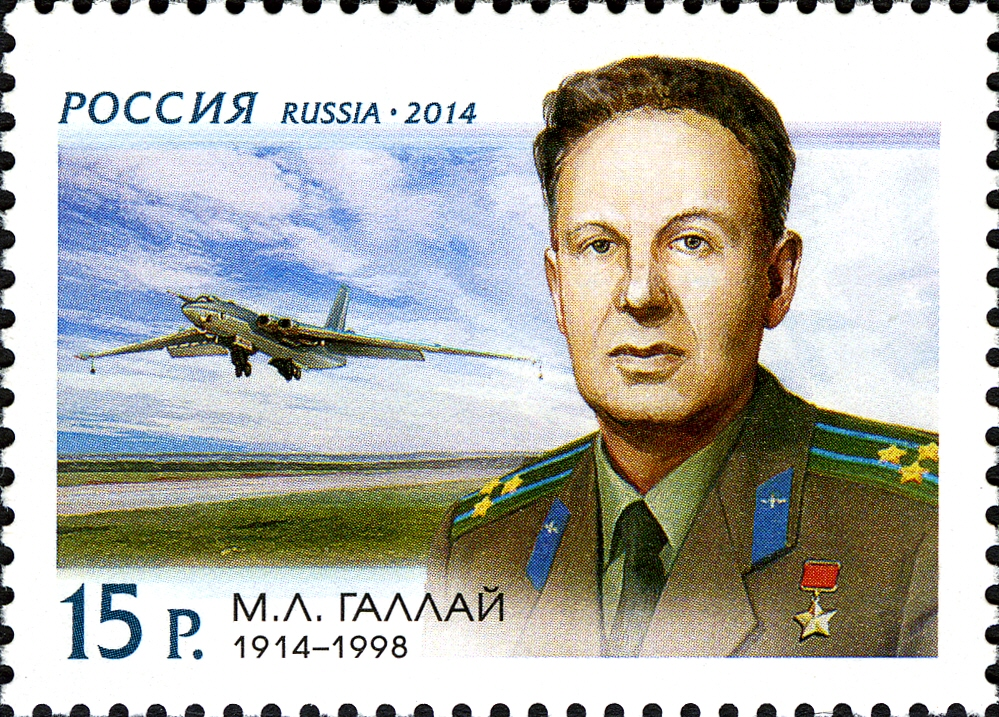
Марка России с изображением Галлая, 2014

- В Москве, на улице Спиридоновке, дом 9, где с 1979 по 1998 год жил и работал М. Л. Галлай, установлена мемориальная доска.
- Одному из астероидов Солнечной системы (№ 6719) присвоено наименование «Галлай»[3].
- Документальный фильм «Единица порядочности — один галлай» (1997, Режиссёр — Эльдар Рязанов)[5].
- Краткая еврейская энциклопедия, т. 3, с. 67—68.
- В честь Галлая названа Улица Марка Галлая в Санкт-Петербурге.